# Garcia de Eça, Alcaide-Mor de Muge
Garcia de Eça (c. 1426 - ?) foi um nobre e militar português.

## Biografia
D. Garcia de Eça era filho segundo de D. Fernando de Eça, Senhor de Eça, e de sua segunda mulher Leonor de Teive.
Fidalgo da Casa Real, Alcaide-Mor de Muge e Comendador da Cardiga na Ordem de Cristo.
A 22 de Janeiro de 1452, D. Afonso V de Portugal confirmou o contrato de casamento estabelecido entre D. Garcia de Eça, Fidalgo, Cavaleiro da sua Casa, e D. Joana de Albergaria, filha de Vasco Martins de Albergaria e Maria Nogueira, aia das Infantas.
A 30 de Janeiro de 1452, D. Afonso V doou a D. Garcia de Eça, Fidalgo da sua Casa, e a D. Joana de Albergaria, Donzela da Casa das Infantas D. Catarina e D. Joana, uma tença anual de 40.000 reais de prata até perfazer 4.000 coroas de bom ouro de seu casamento.
A 25 de Novembro de 1456, D. Afonso V privilegiou Cristóvão Gonçalves dos Sandos, seu Vassalo, a pedido de D. Garcia de Eça, Fidalgo da sua Casa, concedendo-lhe aposentação apesar de não ter idade de 70 anos, guardando-lhe todas as honras, privilégios, liberdades e franquezas dos Vassalos aposentados.
A 14 de Fevereiro de 1462, D. Afonso V privilegiou João Vicente, almocreve, morador na vila de Santarém, a pedido de D. Garcia de Eça, Fidalgo da sua Casa, isentando-o do pagamento de diversos impostos ao Concelho, de ir com presos e dinheiros, de ser Tutor e Curador, de quaisquer encargos e servidões concelhias, de ser acontiado em cavalo, armas, besta de garrucha, polé, lança e dardo, bem como do direito de pousada.
A 17 de Maio de 1463, D. Afonso V nomeou Álvaro Gonçalves, filho de Pedro Álvares, Escudeiro de D. Garcia de Eça, morador na vila de Sintra, para o cargo de Escrivão das sisas régias nessa vila, em substituição de seu pai, Pedro Álvares, que renunciara.
A 16 de Maio de 1496, João Parente, Escudeiro de D. Garcia de Eça, foi nomeado Inqueridor em Vila do Conde e seus termos, tal como até aqui foi por Carta de D. João II de Portugal.
Casou primeira vez em 1452 com Joana Soares de Albergaria ou Joana de Albergaria, Aia e Donzela da Casa das Infantas D. Catarina e D. Joana, filha unigénita de Vasco Martins da Cunha ou Vasco Martins de Albergaria, e de sua mulher Maria Nogueira, da qual teve quatro filhos e uma filha:
- D. Jorge de Eça (? - d. 15 de Maio de 1524)
- D. Francisco de Eça (c. 1453 - d. 1 de Agosto de 1525)
- D. Cristóvão de Eça (c. 1454 - ?), Clérigo, teve um filho sacrílego e uma filha sacrílega:
  - D. Garcia de Eça (c. 1488 - ?), o Soleima
  - D. Joana de Eça (c. 1490 - ?), casada cerca de 1515 com Lopo Barriga (c. 1458 - d. 22 de Julho de 1527), do qual foi segunda mulher, com geração feminina extinta
- D. Maria de Eça - Beatriz da Borgonha, Infanta de Portugal (c. 1455 - d. 6 de Agosto de 1526), Dama da Rainha, que a 6 de Agosto de 1526 recebeu alvará para se lhe dar 5.000 reais em pagamento da metade de seu ordenado, casada com João Fogaça (c. 1453 - 1511) e mãe de Joana de Eça. Joana casou-se com Pedro Gonçalves da Câmara, o Velho - filho de João Gonçalves da Câmara e Maria de Noronha - e foi mãe de Pedro Gonçalves da Câmara, o da Clara.
- D. Jerónimo de Eça (c. 1462 - ?), casado em 1514 com Maria Tibau, da qual teve uma filha; a 8 de Março de 1517, D. Jerónimo de Eça, Fidalgo da Casa Real, teve provisão para receber 80.000 reais do primeiro terço de seu casamento:
  - D. Isabel de Eça, casada com Lourenço de Sousa da Silva, com geração

Casou segunda vez com D. Catarina Coutinho, filha de D. Gonçalo Coutinho, 2.º Conde de Marialva, e de sua mulher Beatriz de Melo, sem geração.